# Streaming
Streaming (în engleză: stream - curgător, flux continuu) este o tehnologie multimedia prin care transferul de date de la sursă la o destinație este perceput ca un flux continuu. Prin streaming fișierele video sau audio se deschid și rulează în timp real, în timp ce se încarcă. 
Spre deosebire de metoda de descărcare (download) în care se copiază întâi fizic la utilizator, materialul livrat în format streaming începe să se afișeze aproape imediat.

## Istoric
Un brevet pentru această tehnologie a fost solicitat de George Owen Squier  încă din anul 1922. Acesta a înființat Wired Radio, o transmisie simplă de semnale pe liniile electrice cu care se putea asculta muzică în flux continuu, fără utilizarea radioului. În anul 1934 a schimbat numele serviciului în Muzak.

În următoarele decenii au fost realizate foarte puține progrese în acest domeniu, deoarece tehnologia era foarte costisitoare și dificil de dezvoltat. 
Abia la începutul anilor '90, odată cu dezvoltarea comercială a internetului, și a capacității de calcul a calculatoarelor, au permis apariția primelor mass-media de streaming. 
În iunie 1993, Severe Tire Damage a fost prima formație rock care a susținut un concert live pe internet folosind tehnologia  Mbone multicasting. 
În anul 1995, RealNetworks introduce tehnologia de streaming, cu o emisiune a unui streaming audio, apoi prima transmisie în direct a unui meci de baseball pe internet. În același an, Microsoft dezvoltă media playerul ActiveMovie, versiune a viitoarei platforme multimedia Windows Media Player.  
Prima emisiune video on-line a avut loc în 1996, atunci când Marc Scarpa realizează Tibetan Freedom Concert , iar în 1997 prima emisiune a unui streaming video realizată cu codec RealVideo. 
În iunie 1999, Apple a lansat propria aplicația pentru streaming, QuickTime4. 
La începutul anilor 2000, streaming-ul este în principal folosit pentru transmisiile în direct ale emisiunilor de evenimente sportive, jocuri video, însă datorită vitezei reduse a conexiunilor la internet, nu permite o reală dezvoltare pe scară largă.
Streaming-ul este apoi generalizat pe internet cu formate cum ar fi RealPlayer și Windows Media, apoi prin site-urile YouTube și Dailymotion,  apărute în 2005, precum și aplicații software specializate cum ar fi Flash Player, care au facilitat accesul la conținut video  streaming. 

## Tehnologie
Streaming funcționează pe protocolul client-server, conținutul fiind pus la dispoziție pe un server dedicat de streaming. În funcție de formatul/protocolul folosit se poate opta pentru un anumit server și/sau anumite protocoale.
Materialul se codează în format multicasting (multirate - mai multe programe simultane pe același canal), iar în fluxul de date se înglobează în mai multe rate de transfer posibile. Calitatea depinde în mod direct de formatul codificării și de viteza de livrare a datelor. 
Viteza de transfer de date disponibilă între server și client (PC), este foarte importantă deoarece trebuie să fie mai mare decât banda cerută de fluxul de date pentru a fi afișate în timp real. La transmiterea datelor stocate, viteza de transfer a datelor media este mult mai mare decât viteza de retransmitere a datelor.
Fluxul de date audio este comprimat folosind codec-uri audio, cum ar fi MP3, Ogg Vorbis sau AAC. Fluxul video este comprimat folosind un codec video precum H.264 sau VP8.
Fluxurile audio și video codificate sunt asamblate într-un format container,  MP4, FLV, WebM, ASF etc. 
Clientul poate interacționa cu serverul de streaming folosind un protocol de control,  Multimedia Messaging Service (MMS) sau Real-time Streaming Protocol (RTSP).  
Noile tehnologii, cum ar fi HLS, Smooth Streaming, HDS,  MPEG-DASH au apărut ca o alternativă la utilizarea protocoalelor de transport de fluxuri.

### Streaming cu conținut stocat
Fișierele audio, video, sau alte fișiere stocate în server, pot fi redate la cerere (on demand). Un exemplu de platformă streaming cu conținut video on demand stocat este YouTube.

### Live Streaming
Prin live streaming (denumit și webcast sau netcast), fișierele video sau audio se deschid și rulează în timp real, în timp ce se încarcă. Cea mai răspândită utilizare a live streaming-ului, îl reprezintă transmisiile live. Majoritatea companiilor de televiziune și radio folosesc live streaming pentru a reda emisiunile online. Astfel, se poate accesa direct un post online radio sau TV, știrile sunt redate, vizionate și ascultate live, evenimente transmise în direct pe blog-uri, telefon mobil, cameră web etc. Multicasting este principala metodă de codificare în live streaming. 

### Protocoale
Diferitele protocoalele utilizate în streaming, determină modul în care datele media sunt transmise de la server la client într-o rețea de internet. Exemple de protocoale : 
- Real-time Streaming Protocol (RTSP)
- Real-time Transport Protocol (RTP)
- Real-time Control Protocol (RTCP)
- Compresed Real-time Protocol (cRTP)
- HTTP Live Streaming
- Real-time Messaging Protocol (RTMP)
- Transmission Control Protocol (TCP)
- User Datagram Protocol (UDP). [6]

### Software
Principalele formate utilizate în prezent pentru streaming sunt: 
- Advanced Systems Format
- Adobe Flash
- RealMedia
- QuickTime Player
- SHOUTcast

Cele mai populare media playere cum ar fi Windows Media Player,  Adobe Flash Player,VLC,  Real Player, QuickTime Player, iTunes, Winamp etc. pot reda video și audio online.

### Platforme Web de streaming
PLAY.FM

## Înregistrare
Mass-media transmisă în direct poate fi înregistrată prin intermediul anumitor playere media, cum ar fi VLC media player sau prin utilizarea unui dispozitiv de înregistrare a ecranului. Platformele live streaming, cum ar fi Twitch, pot include, de asemenea, un sistem video la cerere care permite înregistrarea automată a emisiunilor live, astfel încât acestea să poată fi vizionate ulterior.